# Rifugio Pèu
Il rifugio Pèu è un gruppo di cascine, di cui due gestite come bivacco. Una cascina è sempre aperta, mentre l'altra è sempre chiusa, bisogna contattare il patriziato di Cresciano per avere le chiavi della seconda cascina. I rifugi sono situati nel comune di Riviera, nel canton Ticino, nella valle di Cresciano, nelle Alpi Lepontine, a 1.725 m s.l.m.

## Caratteristiche e informazioni
Piano di cottura a legna, quale riscaldamento e uso cucina con piatti e padelle. Acqua corrente e servizi igienici all'esterno del rifugio. I posti letto senza coperte sono 6.

## Accessi
- Cresciano 260 m Cresciano è raggiungibile anche con i mezzi pubblici.
  - tempo di percorrenza: 4,30 ore
  - dislivello: 1.500 metri
  - difficoltà: T3